# Conus pseudocuneolus
Conus pseudocuneolus é uma espécie de gastrópode do gênero Conus, pertencente à família Conidae.

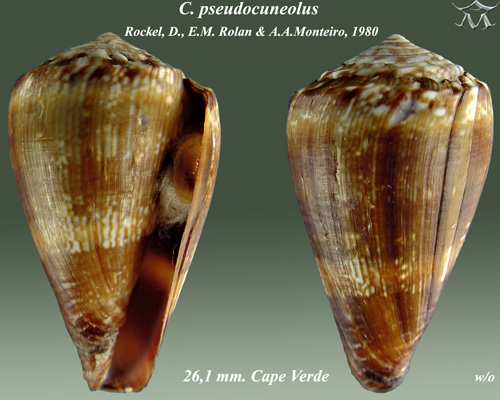
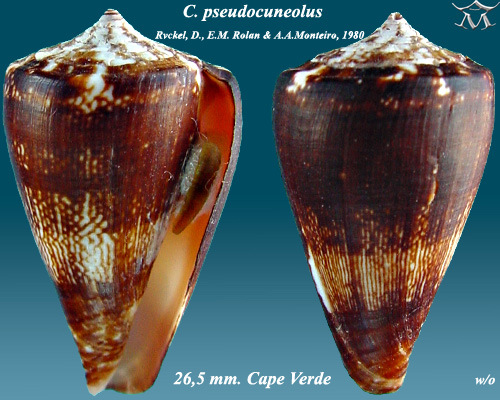